# Alexis Bledel
Kimberly Alexis Bledel (Houston, 16 de setembro de 1981) é uma atriz americana, mais conhecida por seu papel de Emily em The Handmaid's Tale, Rory Gilmore na série Gilmore Girls e de Lena Kaligaris em The Sisterhood of the Traveling Pants.

## Biografia
Alexis nasceu em Houston, no estado do Texas. A sua mãe, Nanette nasceu em Phoenix, no estado do Arizona, nos Estados Unidos, mas mudou-se para Guadalajara no México quando tinha oito anos e foi criada nessa cidade e na Cidade do México.. Trabalhou como encarregada de prendas e comissária de bordo. O pai de Alexis, Martin Bledel, é argentino e tem ascendência dinamarquesa e alemã. O avô de Alexis, Enrique foi presidente da divisão da América Latina da Coca-Cola. A sua avó nasceu  em Nova Iorque e era de ascendência escocesa e inglesa. Alexis tem um irmão mais novo, Eric
Alexis afirmou que o fato de os seus pais terem sido criados na América Latina influenciou muito a forma como ela própria foi criada. "É a única cultura que a minha mãe conhece na vida e o meu pai também. Eles decidiram educar os filhos no mesmo contexto em que eles foram educados".. Na casa de Alexis falava-se Espanhol e ela só aprendeu a falar Inglês quando foi para escola, pelo que se considera latina
A atriz frequentou a escola católica St. Agnes Academy em Houston e também frequentou escolas batistas e luteranas.. A sua mãe encorajou-a a participar em grupos de teatro amadores para ultrapassar a timidez. Quando era criança, Alexis participou em peças organizadas pela comunidade que incluiram Our Town e The Wizard of OZ
A sua carreira como modelo começou na adolescência quando foi descoberta por um agente num centro comercial. Ela frequentou o Page Parkes Center for Modeling and Acting e a Tish School of the Arts da Universidade de Nova Iorque durante um ano.

## Carreira
Alexis estreou-se na televisão com a série Gilmore Girls, com Lauren Graham no canal WB. A série durou sete temporadas (2000-2007) e Alexis interpretou o papel de Rory Gilmore, a filha de Lorelai Gilmore, uma mãe solteira. No início da série, Rory era uma aluna da escola privada Chilton e vivia com a mãe numa vila do estado do Connecticut. Mais tarde, Rory entra na Universidade de Yale onde, entre outras atividades, se torna editora do jornal Yale Daily News.
A estreia no cinema de Alexis deu-se em 2002 com Tuck Everlasting, um filme de fantasia baseado no romance homônimo de Natalie Babbitt e onde contracenou com Jonathan Jackson, William Hurt e Sissy Spacek. Em 2005 fez parte do elenco principal do filme The Sisterhood of the Traveling Pants com Amber Tamblyn, America Ferrera e Blake Lively. O filme foi baseado no romance homônimo de Ann Brashers e Alexis interpreta o papel de Lena Kaligaris, uma aspirante a artista que partilha um par de calças "mágico" durante o verão com as três melhores amigas.
No mesmo ano, Alexis teve um pequeno papel como prostituta no thriller neo-noir Sin City. Sobre a personagem, Alexis disse: "Ela é uma prostituta muito profissional. Tem uma arma e é destemida". Em 2006, protagonizou a comédia I'm Reed Fish no papel da noiva da personagem de Jay Baruchel. Já depois do fim de Gilmore Girls, a atriz retomou o seu papel de Lena Kaligaris em The Sisterhood of the Traveling Pants 2 que foi lançado em agosto de 2008. No ano seguinte, protagonizou a comédia Post Grad, lançada em 21 de agosto de 2009.
Alexis contracenou com Scott Porter e Bryan Greenberg na comédia romântica The Good Guy que estreou no Festival de Cinema de Tribeca em abril de 2009. O filme centra-se na personagem de Scott Porter, Tommy, um corretor de Wall Street que vê a vida desmoronar-se quando ajuda a personagem de Bryan Greenberg, Daniel, um corretor novo. Alexis interpreta o papel de Beth, a namorada de Tommy. Ainda em 2009, a atriz participou no último episódio da série ER no papel de Dra. Julia Wise, uma nova estagiária no hospital e assinou um contrato como modelo com a IMG.
Em 2010, contracenou com James McAvoy e Robin Wright no drama histórico The Conspirator, realizado por Robert Redford. Ela interpreta o papel de namorada da personagem de James McAvoy, Frederick Aiken, o advogado que defendeu Mary Surratt (Robin Wright), a primeira mulher a ser enforcada nos Estados Unidos. O filme estreou no Festival Internacional de Cinema de Toronto. Ainda nesse ano, protagonizou o filme canadiano The Kate Logan Affair que foi apresentado no Festival du Noveau Cinéma em Montreal.
Em março de 2013, o canal Fox anunciou que Alexis Bledel iria protagonizar um episódio piloto com Jason Ritter intitulado Friends & Family, uma adaptação da série de comédia inglesa Gavin & Stacey. O canal chegou a encomendar a série, renomeando-a Us & Them, mas decidiu não a transmitir.
No dia 29 de janeiro de 2016, a Netflix anunciou que iria transmitir quatro novos episódios de 90 minutos da série Gilmore Girls, Um Ano para Recordar, onde houve o regresso da maioria do elenco original, incluindo Alexis Bledel.
Ganhou o Emmy em 2017 como melhor atriz convidada, na série The Handmaid's Tale do canal Hulu.

## Vida pessoal
Alexis namorou com o seu amigo de Gilmore Girls, Milo Ventimiglia entre dezembro de 2002 e julho de 2006. Em meados de 2012, começou a namorar com o seu colega da série Mad Men, Vincent Kartheiser. O casal anunciou o seu noivado em março de 2013 e casou-se na Califórnia em junho de 2014. Alexis confirmou o nascimento do seu primeiro filho, um menino, no outono de 2015.
Em 2012, Alexis apoiou Barack Obama nas eleições de 2012 e apelou ao voto dos jovens.

## Filmografia
| Filmes    | Filmes                                  | Filmes                   | Filmes                                                 |
| Ano       | Título                                  | Papel                    | Notas                                                  |
| --------- | --------------------------------------- | ------------------------ | ------------------------------------------------------ |
| 2019      | Crypto                                  | Katie                    |                                                        |
| 2015      | Jenny's Wedding                         | Kitty                    |                                                        |
| 2014      | Parts per Billion                       | Sarah                    |                                                        |
| 2013      | Remember Sunday                         | Molly Branford           |                                                        |
| 2012      | The Brass Teapot                        | Payton                   |                                                        |
| 2011      | Violet & Daisy                          | Violet                   |                                                        |
| 2010      | Girl Walks into a Bar                   | Kim                      |                                                        |
| 2010      | The Kate Logan Affaijjr                 | Kate Logan               |                                                        |
| 2010      | The Conspirator                         | Sarah Weston             |                                                        |
| 2009      | Post Grad                               | Ryden Malby              |                                                        |
| 2009      | The Good Guy                            | Beth Vest                |                                                        |
| 2008      | The Sisterhood of the Traveling Pants 2 | Lena Kaligaris           |                                                        |
| 2006      | Life Is Short                           | Charlotte                |                                                        |
| 2006      | I'm Reed Fish                           | Kate                     |                                                        |
| 2005      | The Sisterhood of the Traveling Pants   | Lena Kaligaris           |                                                        |
| 2005      | Sin City                                | Becky                    |                                                        |
| 2005      | The Orphan King                         | Dylan                    |                                                        |
| 2004      | Bride and Prejudice                     | Georgina "Georgie" Darcy |                                                        |
| 2004      | DysEnchanted                            | Goldilocks               |                                                        |
| 2002      | Tuck Everlasting                        | Winifred "Winnie" Foster |                                                        |
| 1998      | Rushmore                                | Estudante (sem créditos) |                                                        |
| Televisão |                                         |                          |                                                        |
| Ano       | Título                                  | Papel                    | Notas                                                  |
| 2009      | ER                                      | Dra. Julia Wise          | 1 episódio                                             |
| 2000-2007 | Gilmore Girls                           | Rory Gilmore             | Papel principal; 154 episódios                         |
| 2015      | Us & Them                               | Stacey                   | 6 episódios (A série foi filmada, mas não transmitida) |
| 2016      | Gilmore Girls: A Year in the Life       | Rory Gilmore             | Websérie de 4 episódios de 90 minutos para o Netflix   |
| 2017-2021 | The Handmaid's Tale                     | Ofglen/Emily             | Papel principal                                        |

## Prêmios e nomeações
Prêmios

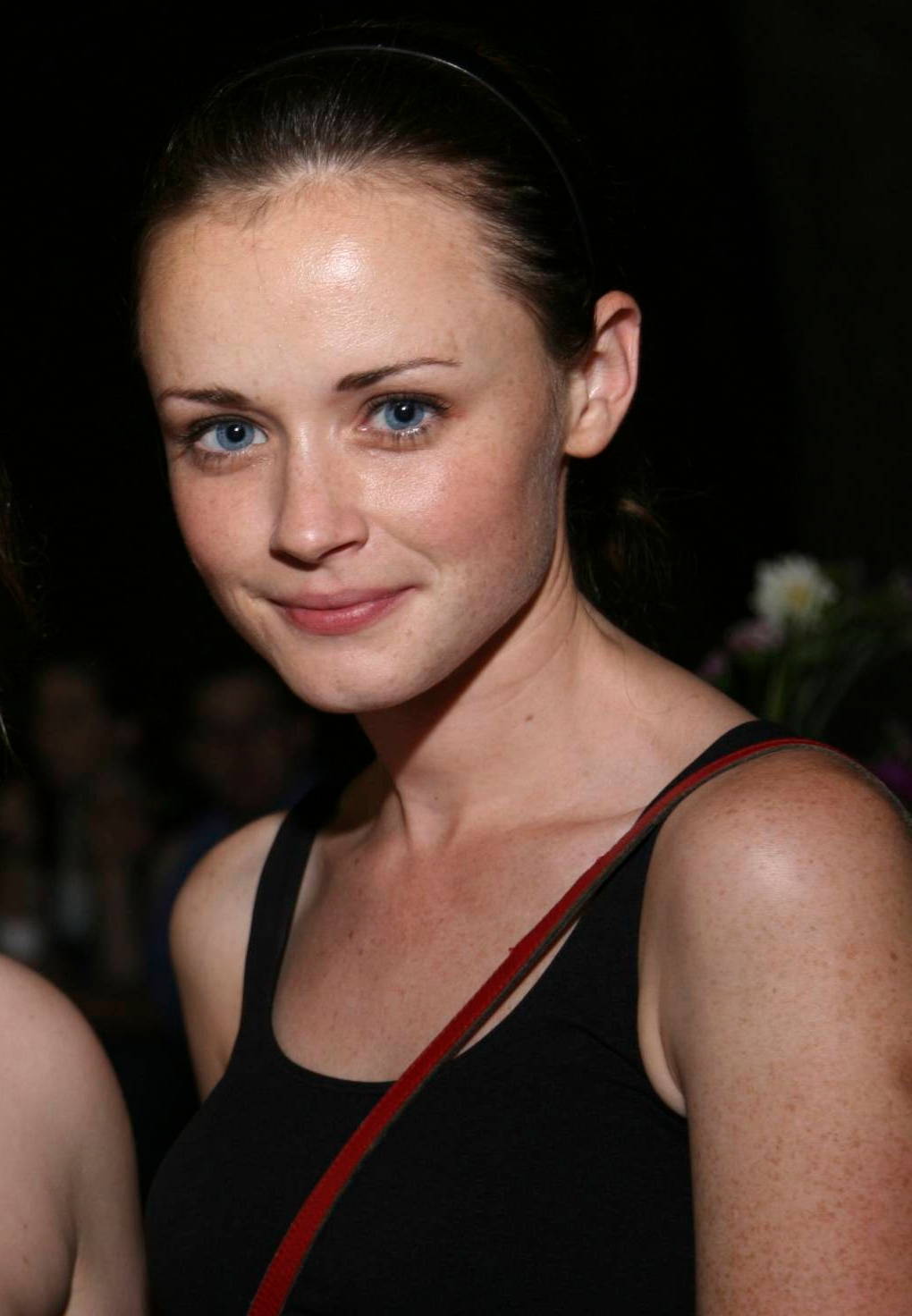
Alexis Bledel em 2008.

- 2001 - Young Artist Awards: Melhor Atriz (coadjuvante/secundária) em uma série de Drama Gilmore Girls
- 2002 - Family Television Awards: Actriz por Gilmore Girls
- 2005 - Teen Choice Awards: It Girl
- 2005 - Teen Choice Awards: Atriz em Série de Comédia por Gilmore Girls
- 2006 - Teen Choice Awards: Atriz em Série de Comédia por Gilmore Girls
- 2017 - Emmy: Atriz Convidada de Série Dramática - The Handmaid's Tale

Nomeações
- 2001 - Teen Choice Awards: Atriz em Série por Gilmore Girls
- 2002 - Teen Choice Awards: Atriz em Série de Drama por Gilmore Girls
- 2002 - Young Artist Award: Melhor Atriz (coadjuvante/secundária) em uma série de Drama Gilmore Girls
- 2003 - Golden Satellite Award: Melhor Actriz em Série, Comédia ou Musical por Gilmore Girls
- 2003 - Saturn Award: Melhor Jovem Actor/Actriz por Tuck Everlasting
- 2004 - Teen Choice Awards: Atriz em Série de Comédia por Gilmore Girls
- 2005 - Teen Choice Awards: Actriz em Filme de Drama por The Sisterhood of the Traveling Pants
- 2005 - Teen Choice Awards: Melhor Cena de Filme de Romance partilhada com Michael Rady por The Sisterhood of the Traveling Pants
- 2005 - Teen Choice Awards: Melhor Química em TV partilhada com Matt Czuchry por Gilmore Girls
- 2006 - Teen Choice Awards: Melhor Química em TV partilhada com Matt Czuchry por Gilmore Girls
- 2006 - ALMA Award: Melhor Actriz numa Série de TV por Gilmore Girls